# Crotalaria digitata
Crotalaria digitata är en ärtväxtart som beskrevs av William Jackson Hooker. Crotalaria digitata ingår i släktet sunnhampor, och familjen ärtväxter. Inga underarter finns listade i Catalogue of Life.